# TurboCASH
TurboCASH ist eine Open-Source-Finanzsoftware, die von einem Entwicklerteam um Philip Copeman in Südafrika erstellt wurde. Es wurde im April 1985 erstmals veröffentlicht und steht seit Juli 2003 unter der GNU General Public License.
Die größte Benutzergemeinde von TurboCASH existiert in Südafrika. Nach Aussagen der Entwickler gibt es weltweit über 100.000 Nutzer. Übersetzt wurde es in 23 Sprachen darunter Deutsch, Holländisch und Spanisch.
TurboCASH richtet sich zum Heimanwender bis zum mittleren Unternehmen. Seine Basisfunktionalität beinhaltet ein Hauptbuch, Transaktionen / Rechnungen und die Möglichkeit Finanzreports zu erstellen. Durch seine Pluginfunktionalität können Erweiterungen auch außerhalb des Entwicklerteams erstellt werden.
TurboCASH arbeitet direkt mit osCommerce, CRE Loaded und Zen Cart zusammen. Da es in Delphi entwickelt ist, wird es von Windows unterstützt. Eine Version für Linux (Wine) steht ebenso bereit wie für Apple Mac OS. TurboCASH verwendet seit der Version 4.0 Firebird als Datenbank.